# ADATA

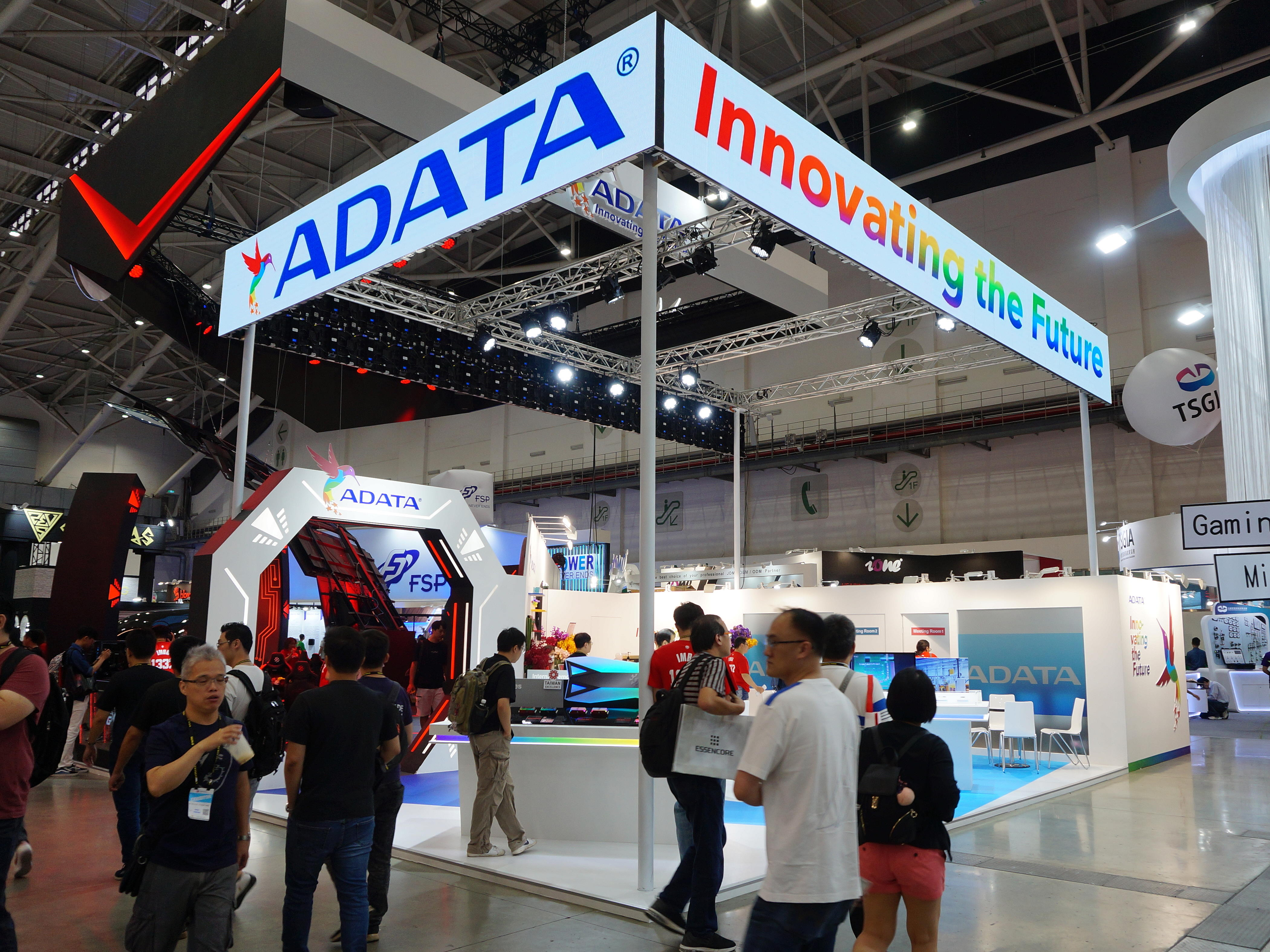
Stand auf der Computex Taipei (2019)

ADATA Technology Co., Ltd. ist ein 2001 gegründeter taiwanischer Hersteller von Computerhardware mit Hauptsitz in Taipeh. Das Produktportfolio beinhaltet Arbeitsspeichermodule, ExpressCards, digitale Fotorahmen und Flash-Speicher-Produkte wie SD-Karten und SSDs. Seit Oktober 2004 ist das Unternehmen an der Taiwan Stock Exchange gelistet. Der europäische Sitz befindet sich in Eindhoven in den Niederlanden.
ADATA verfügt über keine eigenen Chipfertigungsstellen und arbeitet somit nach dem Fabless-Prinzip. Die Forschung und Entwicklung findet in ADATAs Hauptsitz statt, während die Produktion in Fabriken in China und Taiwan erfolgt.
Im Jahr 2007 war ADATA drittgrößter Arbeitsspeicherhersteller der Welt mit einem Marktanteil von 7,6 % und ist viertgrößter Hersteller von Flash-Speicher-Produkten. Seit 2008 werden Produkte speziell für Computerspieler und Power-User unter der Marke XPG (Xtreme Performance Gear) vermarktet. Dazu gehören u. a. Netzteile, Computergehäuse, Wasserkühlungen sowie diverse Peripheriegeräte wie Monitore, Tastaturen, Mäuse und Headsets im High-End-Bereich. 2016 war ADATA nach Kingston Technology der zweitgrößte Hersteller von DRAM-Modulen weltweit.
ADATA war der erste Hersteller, der eine SDXC-SD-7.0-Express-Karte auf den Markt brachte.

## Produkte

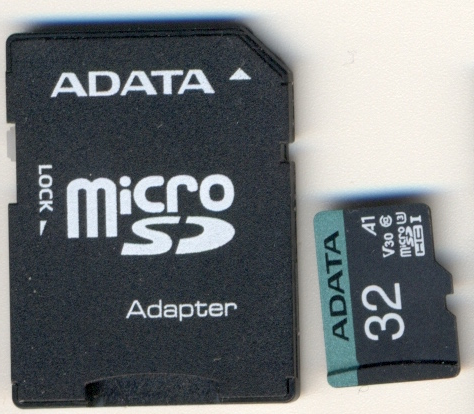
Micro-SD-Karte mit Adapter
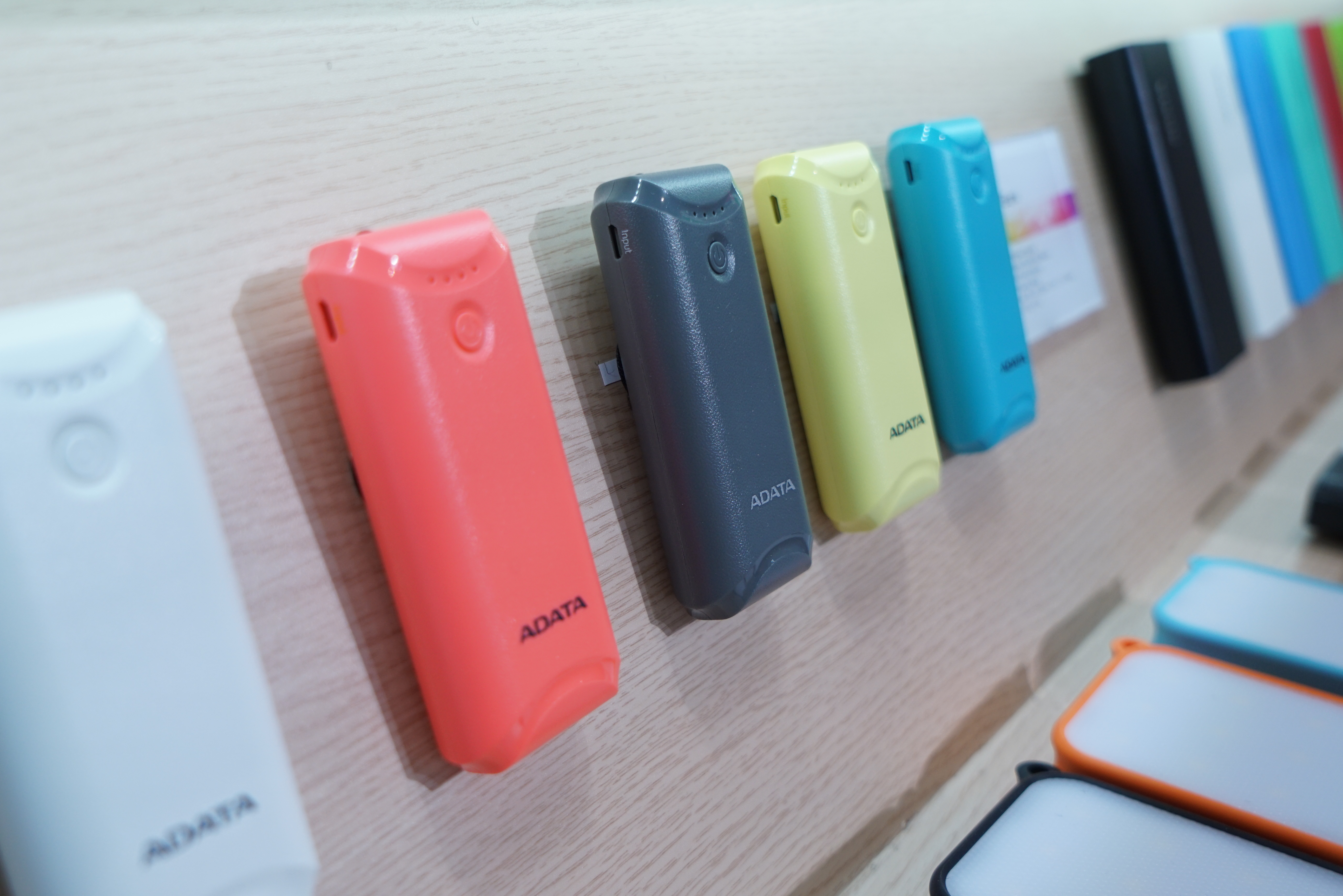
Verschiedene Powerbanks auf der Computex Taipei (2018)
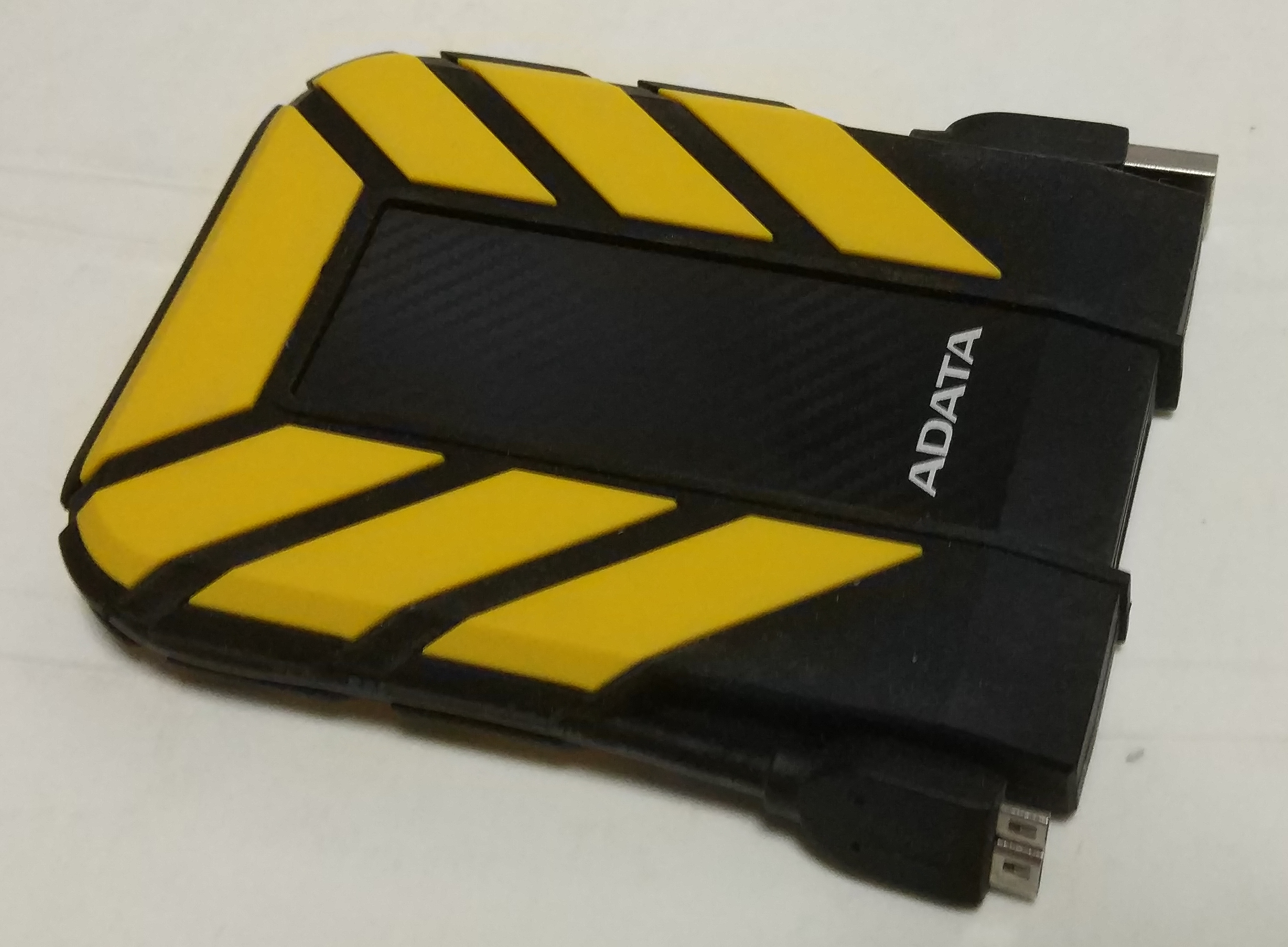
Externe USB-3.0-Festplatte
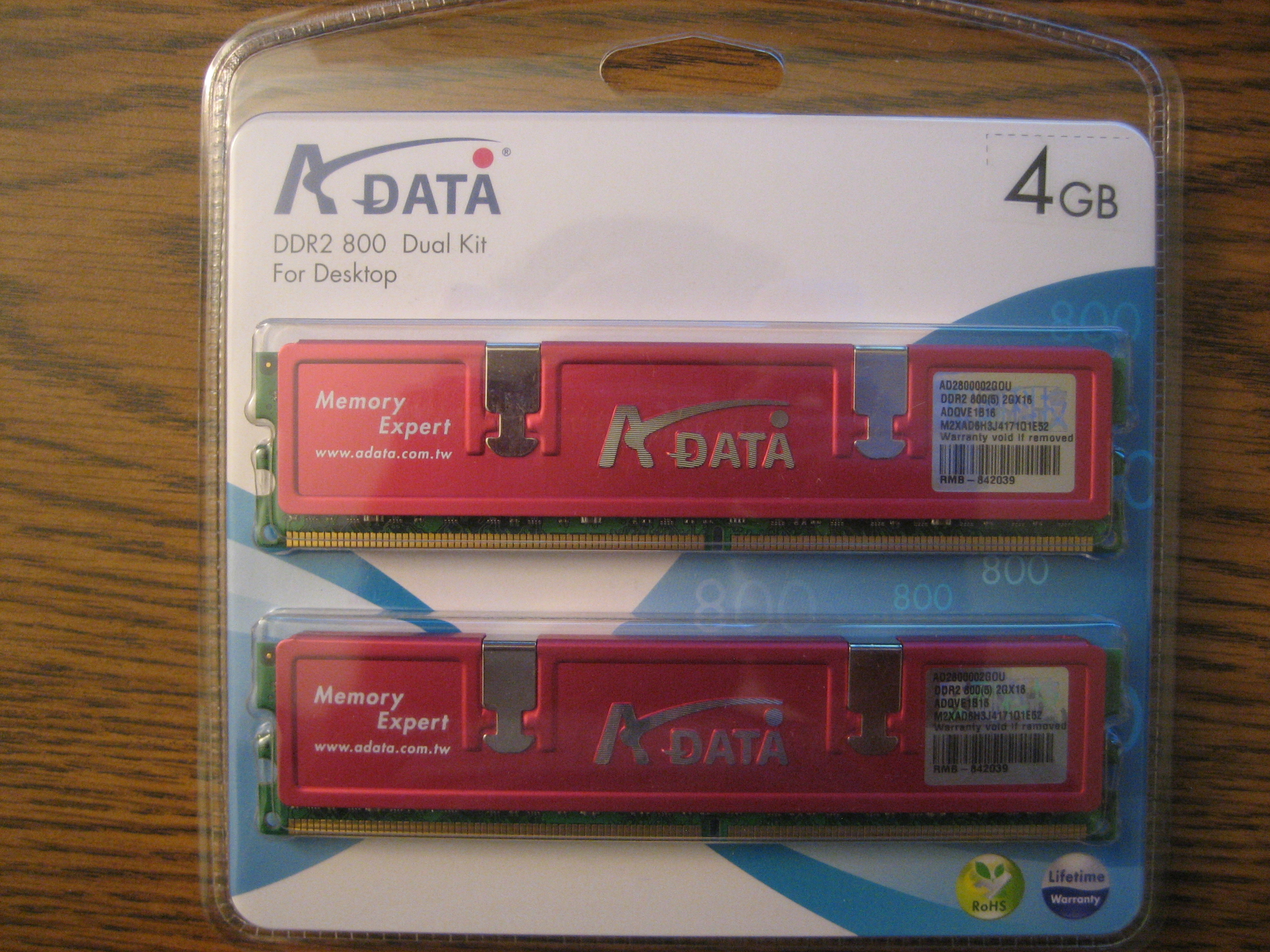
DDR2-SDRAM-Speichermodule (2× 2 GB) in Blisterverpackung
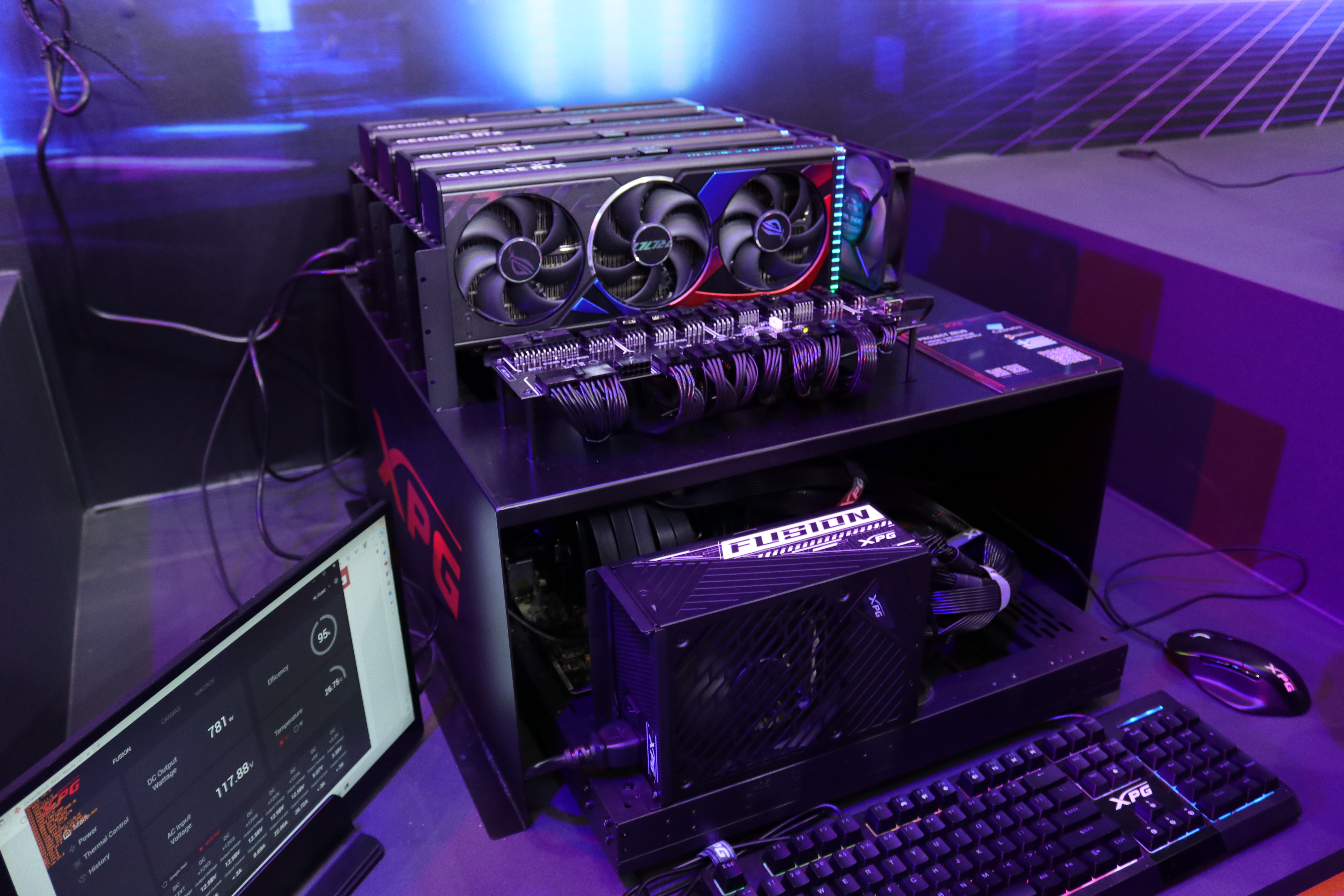
Ein 1600-Watt-Netzteil mit 80-PLUS-Titanium-Zertifizierung von XPG versorgt vier RTX-4090-Grafikkarten mit Strom auf der Computex Taipei (2023)